# 拉季日卡河
拉迪日卡河（烏克蘭語：Ладижка），是烏克蘭西部的河流，屬於斯盧奇河的右支流。該河發源自韋爾博羅金齊以西，流經赫梅利尼茨基州的赫梅利尼茨基區，河道全長23公里，流域面積138平方公里。